# Canthonidia hirsuta
Canthonidia hirsuta är en skalbaggsart som beskrevs av Renaud Maurice Adrien Paulian 1939. Canthonidia hirsuta ingår i släktet Canthonidia och familjen bladhorningar. Inga underarter finns listade.